# Samuel Tepler
Samuel Tepler (ur. 28 kwietnia 1918 w Hrubieszowie, zm. 18 lipca 1998 w Tel Awiwie) – izraelski malarz pochodzący z rodziny polskich Żydów.

## Życiorys
Pochodził z tradycyjnej rodziny żydowskiej, od 1937 studiował na Uniwersytecie Stefana Batorego w Wilnie. Uczył się na Wydziale Sztuk Pięknych w pracowni prof. Ludomira Sleńdzińskiego, naukę przerwał wybuch II wojny światowej i deportacja do Uzbekistanu. Samuel Tepler przedostał się na północ od Uralu i zarabiał na życie malując portrety Józefa Stalina i komunistycznych polityków ZSRR. Po zakończeniu wojny udało mu się powrócić do Polski, ale gdy dowiedział się, że wszyscy jego bliscy zginęli postanowił wyjechać do Mediolanu, gdzie rozpoczął studia na Accademia di belle arti di Brera u Aldo Salvadori. Podczas studiów kilka razy wyjeżdżał do Paryża, gdzie poznał twórczość Henri Matisse’a. Studia ukończył w 1949 i wyemigrował do tworzącego się Izraela, gdzie osiadł w Tel Awiwie. Od początku zajął się kontynuacją malarstwa, ponadto aktywnie uczestniczył w tworzącym się miejscowym życiu artystycznym m.in. był członkiem Izraelskiego Stowarzyszenia Malarzy i Rzeźbiarzy. Podróżując po świecie wielokrotnie odwiedzał Włochy, po 1970 na kilka lat osiadł w Weronie, gdzie wykładał sztukę malarską i tworzył. W 1974 otrzymał wyróżnienie przyznane przez Accademia Tiberina w Rzymie, a w 1975 złoty medal UNESCO i włoską nagrodę państwową Tetradramma d’Oro. Podczas pobytu we Włoszech rozpoczęły się kontakty Samuela Teplera z prowadzoną przez polskie małżeństwo Romanowiczów Galerią Lambert w Paryżu. Artysta miał tam trzy wystawy indywidualne, miały one miejsce w 1976, 1978 i 1982. W 1991 w Galerii Zachęta odbyła się wystawa „Jesteśmy”, która obejmowała twórczość polskich artystów tworzących na emigracji, Samuel Tepler brał w niej udział wystawiając pejzaże namalowane dziesięć lat wcześniej. Zmarł 18 lipca 1998 w Tel Awiwie, wkrótce po jego śmierci miała miejsce pierwsza wystawa indywidualna w Polsce.